# عبدون (امان)
عبدون (به عربی: عبدون) در اردن است که در استان امان واقع شده‌است.